# Litla Færøya
Litla Færøya est une île norvégienne dans le comté de Hordaland. Elle appartient administrativement à Fitjar.

## Géographie
Rocheuse et couverte d'une légère végétation, elle s'étend sur environ 317 m de longueur pour une largeur approximative de 177 m. Elle contient sur sa côte est une longue construction abandonnée. 